# Henry Boyle, 1. hrabě ze Shannonu
Henry Boyle, 1. hrabě ze Shannonu (Henry Boyle, 1st Earl of Shannon, 3rd Viscount Shannon, 1st Baron Boyle of Bandon, 1st Baron Boyle of Castle Martyr) (1682 – 28. prosince 1764) byl britský a irský politik z významného šlechtického rodu Boylů. Padesát let byl poslancem irského parlamentu a v letech 1733–1756 předsedou irské poslanecké sněmovny, v roce 1756 byl v Irsku povýšen na hraběte ze Shannonu. Jeho bratranec Henry Boyle, 1. baron Carleton (1669–1725) byl britským ministrem financí a zahraničí, další bratranci Richard Boyle, 2. vikomt Shannon (1675–1740), a Charles Boyle, 4. hrabě z Orrery (1674–1731) vynikli jako vojevůdci za války o španělské dědictví.

## Kariéra
Pocházel z linie hrabat z Orrery, byl vnukem 1. hraběte z Orrery a synem plukovníka Henryho Boyla (1648–1693), který padl za devítileté války. Studoval v Oxfordu a v letech 1707–1756 byl poslancem irského parlamentu. V letech 1733–1735, 1739–1754 a 1755–1757 byl kancléřem pokladu v Irsku, od roku 1733 též členem irské Tajné rady. Mimoto zastával funkce komisaře korunních příjmů v Irsku (1735–1739), v letech 1750-1751 byl dočasně úřadujícím místokrálem v Irsku, v případě nepřítomnosti místokrále byl také několikrát členem místodržitelského sboru. V politice byl neochvějným stoupencem whigů, do vysokých úřadů se ve třicátých letech dostal jako hlasatel irského vlastenectví. Nevynikal sice jako řečník ani jako politik, ale svou nekonfliktní povahou a citem pro složitá parlamentní jednání získal širokou popularitu a dlouholetý vliv. Vynikl především jako předseda irského parlamentu (1733–1756). V roce 1756 získal irský titul hraběte ze Shannonu, v letech 1756–1764 byl guvernérem v hrabství Cork.

## Rodina
Jeho první manželství s Catherine Coote zůstalo bez potomstva, podruhé se oženil se svou sestřenicí Harriet Boyle (1700–1746), dcerou 3. hraběte z Corku. Z druhého manželství pocházelo šest dětí, dědicem titulů byl nejstarší syn Richard Boyle, 2. hrabě ze Shannonu (1727–1807), dva mladší synové přijali jméno Boyle-Walsingham. Robert Boyle-Walsingham (1736–1779) byl členem Dolní sněmovny a kapitánem Royal Navy, zahynul při námořní bouři v Indickém oceánu. Jediná dcera Juliana (1728-1804) byla manželkou 1. hraběte z Carricku.
Hraběcí titul byl odvozen od názvu zámku Shannon Park v hrabství Cork, ale hlavním rodovým sídlem této rodové linie byl zámek Castle Martyr (taktéž v hrabství Cork), který dnes funguje jako luxusní hotel.
Mladší bratr 1. hraběte ze Shannonu William Boyle (1685–1725) sloužil v armádě a v letech 1715–1721 byl poslancem irského parlamentu.